# Periclimenes aesopius
Periclimenes aesopius är en kräftdjursart som först beskrevs av Charles Spence Bate 1863.  Periclimenes aesopius ingår i släktet Periclimenes och familjen Palaemonidae. Inga underarter finns listade i Catalogue of Life.